# إدوارد بيدج ميتشل
إدوارد بيدج ميتشل (بالإنجليزية: Edward Page Mitchell)‏ (و. 1852 – 1927 م) هو كاتب، وكاتب خيال علمي، وروائي أمريكي، ولد في باث، توفي في نيو لندن، عن عمر يناهز 75 عاماً، بسبب نزف مخي.

## مناصب
تولى منصب رئيس تحرير.

## التعليم
تعلم في كلية بودوين.